# Baradzino (rejon orszański)
Baradzino (biał. Барадзіно; ros. Бородино, Borodino) – wieś na Białorusi, w obwodzie witebskim, w rejonie orszańskim, w sielsowiecie Piszczaława.